# Brunelles
Brunelles är en kommun i departementet Eure-et-Loir i regionen Centre-Val de Loire strax norr om centrala Frankrike. Kommunen ligger i kantonen Nogent-le-Rotrou som tillhör arrondissementet Nogent-le-Rotrou. År 2018 hade Brunelles 534 invånare.

## Befolkningsutveckling
Antalet invånare i kommunen Brunelles
Referens:INSEE